# Юхари-Архит
Юхари-Архит (лезг. Вини Архит) — село в Хивском районе Дагестана. Входит в сельское поселение сельсовет Ашага-Архитский.

## География
Расположено в 3 км к юго-востоку от районного центра — села Хив, на реке Чирагчай.

## Население
| 1895 | 1926 | 1939 | 1970 | 1989 | 2002 | 2010 |
| ---- | ---- | ---- | ---- | ---- | ---- | ---- |
| 295  | ↘280 | ↗379 | ↗535 | ↘376 | ↘372 | ↗422 |
| 2021 |      |      |      |      |      |      |
| ↘248 |      |      |      |      |      |      |